# Condado de Yalobusha
El condado de Yalobusha (en inglés: Yalobusha County), fundado en 1834, es un condado del estado estadounidense de Misisipi. En el año 2000 tenía una población de 13.051 habitantes con una densidad poblacional de 11 personas por km². Las sedes del condado son Coffeeville y Water Valley.

## Geografía
Según la Oficina del Censo, el condado tiene un área total de 1282 km² (495 mi²), de la cual 1210 km² (467,2 mi²) es tierra y 73 km² (28,2 mi²) es agua.

## Demografía
En el 2000 la renta per cápita promedia del condado era de $ 26,315 y el ingreso promedio para una familia era de $31,801. El ingreso per cápita para el condado era de $14,953. En 2000 los hombres tenían un ingreso per cápita de $27,009 frente a $20,236 para las mujeres. Alrededor del 21.80% de la población estaba bajo el umbral de pobreza nacional.

## Condados adyacentes
- Condado de Lafayette (noreste)
- Condado de Calhoun (este)
- Condado de Grenada (sur)
- Condado de Tallahatchie (oeste)
- Condado de Panola (noroeste)

## Localidades
Ciudades
- Water Valley

Pueblos
- Coffeeville
- Oakland
- Tillatoba

Área no incorporada
- Scobey

## Principales carreteras
- Interestatal 55
- U.S. Highway 51
- Carretera 7
- Carretera 32